# Jacqueline Gilardoni
Pour les articles homonymes, voir Gilardoni.
Jacqueline Gilardoni, née le 24 mai 1914 à Paris 16e où elle est morte le 23 février 2001, a créé en 1961 l'Œuvre d'assistance aux bêtes d'abattoir (OABA).

## Actions menées
Afin d'épargner des souffrances aux millions d'animaux abattus chaque année en France, Jacqueline Gilardoni, aidée par d'autres, en particulier des personnalités comme Édith Piaf ou Brigitte Bardot, va mener une campagne active afin de faire adopter l'obligation d'étourdir les animaux avant de les saigner. 
Après des campagnes d'information dans le public et une pétition, l'OABA obtient enfin satisfaction : l'étourdissement devra être obtenu par frappe sur la tête ou la nuque (notamment, avec un pistolet d'abattage), ou électronarcose, ou anesthésie au gaz.
Il faudra attendre le 16 avril 1964 pour que le législateur ordonne que les animaux, au moment d'être saignés, soient totalement inertes (mais vivants). 
Trois dérogations sont données : pour l'abattage rituel (religion juive et musulmane) ; pour l'abattage fermier (viande destinée à la consommation familiale de l'éleveur) ; pour l'abattage d'extrême urgence.
Jacqueline Gilardoni est morte le 23 février 2001, après avoir présidé pendant 40 ans l’OABA. La présidence en est depuis assurée par le docteur Jean-Pierre Kieffer.